# CROSS SUNDAY MORNING
CROSS SUNDAY MORNING（クロス・サンデー・モーニング）は、CROSS FMで放送されていたラジオ番組。
放送期間は2003年4月6日～2004年4月4日、毎週日曜日の朝、北九州本社第2スタジオから生放送された。

## 概要
- 開局10周年を迎える2003年春の番組改編により、「X FUTURE RADIO ON SUNDAY」を改題、リニューアル。これは番組タイトルの画一化によるものが大きく（土曜日の朝の番組は「CROSS SATURDAY MORNING」）、内容はほとんど大差なかった。

## 放送時間
- 2003年4月6日～2003年9月28日 毎週日曜日 7:00-9:00

9:00-10:00は小田静枝がナビゲーターを務める「SUPER GOLD」が放送された。
- 2003年10月5日〜2004年4月4日 毎週日曜日 7:00-10:00

前述の「SUPER GOLD」が終了したことにより、番組時間が拡大された。

## ナビゲーター
- 八木徹 （2002年4月7日 - 2003年3月30日）

前番組「X FUTURE RADIO ON SUNDAY」から同様、ワンマンDJスタイルでの担当。番組終了後は平日朝の番組「CROSS MORNING SHOW AIR MAGAZINE」の担当になった。

## 主なコーナー
当時同局のチーフプロデューサーだった松井伸一や長谷川ひろし（長谷川弘志）がコメンテーターとして登場し、過去の福岡県のミュージックシーンや世相、ニュースなどについて討論した。
- 徹の空耳フリーク

テレビ朝日系の「タモリ倶楽部」内で放送されていた「空耳アワー」のパクリ。その「空耳アワー」で紹介されたネタを紹介したり、リスナーから空耳ネタを募って番組で検証したりした。
| CROSS FM 日曜日朝のワイド番組         | CROSS FM 日曜日朝のワイド番組 | CROSS FM 日曜日朝のワイド番組   |
| 前番組                                | 番組名                        | 次番組                          |
| ------------------------------------- | ----------------------------- | ------------------------------- |
| X FUTURE RADIO ON SUNDAY (7:00-10:00) | CROSS SUNDAY MORNING          | CROSS SUNDAY VIEWS (7:00-10:00) |